# 晴れたり曇ったり (ゲームシリーズ)
晴れたり曇ったり（はれたりくもったり）は、同人サークル犬と猫によるコンピュータゲームのシリーズである。2003年に第1弾となるロールプレイングゲーム『水色の塔』がフリーウェアとして公開されていたが、2007年以降は大半がシェアウェアとして発表されている。いずれもパソコンゲームであるが、OtomuraSoftにおいて一部作品のiアプリ版、S!アプリ版、iOS版、Android版が販売されている。

## 概要
晴れたり曇ったりシリーズの作品は、いずれもアリシア大陸に位置するイシュワルド王国における物語という設定になっており、主な舞台は「海洋都市イシュワルド」となっている。第1弾『水色の塔』から第3弾『晴れたり曇ったりN』までの作品は、シリーズ全体の主人公およびヒロインであるフィルとシオがイシュワルド王国を訪れたアリシア暦1555年の出来事という設定で、「第6特殊警備隊」設立（第6弾『リミットレスビット』）と第8弾『ムーンライトバスケット ～交易馬車はどこまでも！～』は翌1556年という設定になっている。
2003年8月17日に『晴れたり曇ったりN PR版』が公開されている。しかし「収拾がつかなくなってしまい」完成が遅れたため、代わりにシオを主人公とするロールプレイングゲーム『水色の塔』が同年11月9日にシリーズ第1弾として公開された。その後『晴れたり曇ったりN』は2004年12月24日に第3弾として公開された。
2005年には『水色の塔』と第2弾『レミュオールの錬金術師』がザ・ダイソーのザ・ゲームシリーズ（58/59）として販売された。また2008年7月31日には『レミュオールの錬金術師』が毎日コミュニケーションズ（現・マイナビ出版）からニンテンドーDS用ソフトとして発売されている。そして2016年2月26日にはsteamにおいて第5弾『海洋レストラン☆海猫亭』の英語訳版が発売されている。

## 晴れたり曇ったりシリーズ

### フリーウェア
水色の塔
2003年11月9日公開。主人公・シオが、30階建ての塔を探索するロールプレイングゲーム。2007年6月18日に携帯アプリ版が、9月27日に携帯アプリのEX版（題名「水色の塔EX」）がOtomuraSoftより公開。
レミュオールの錬金術師
2004年4月29日公開。主人公・ティコが、錬金術のお店を経営するシミュレーションゲーム。
晴れたり曇ったりN
2004年12月24日公開。主人公・フィルの、イシュワルドでの生活を体験するシミュレーションゲーム。2008年2月4日に携帯アプリ版がOtomuraSoftより題名「晴れたり曇ったりi」として公開。
水色散歩道
2006年2月3日公開。水色の塔の続編。主要人物の声優を変更する「ボイスパック」も公開されている。2008年11月19日に携帯アプリ版がOtomuraSoftより公開。
即売会（）はおれでまわってる
2010年10月21日公開。主人公・シバが、即売会で写真集を売りさばくシミュレーションゲーム。イベント用に配布されていたゲームのフリーウェア版。

### シェアウェア
海洋レストラン☆海猫亭
2007年2月25日公開。主人公・イヴが飲食店を経営する、レミュオールの錬金術師のシステムを継承したシミュレーションゲーム。同年7月の第9回ベクタープロレジ大賞ではアミューズメント部門賞を受賞した。2009年11月25日に携帯アプリ版がOtomuraSoftより公開。2016年2月26日にsteam版（英語版）が、2017年1月5日にiOS版が公開。
リミットレスビット〜王国の勇士たち〜
2008年3月27日公開。主人公・ヘルシンキが隊長となり、部下を鍛え、最強の部隊を目指すシミュレーションゲーム。2021年4月30日にsteam版が公開。
ハーヴェストグリーン
2009年2月26日公開、4月28日にパッケージ版発売。主人公・ミンティが農場を運営するシミュレーションゲーム。同年7月の第13回ベクタープロレジ大賞ではゲーム部門賞を受賞した。2020年3月27日にAndroid版が、8月14日にiOS版が、12月31日にsteam版が、2021年2月4日にNintendo Switch版が発売された。
王国商店街
2010年3月31日公開、7月16日にパッケージ版発売。主人公・ソフィアが商店街を運営するシミュレーションゲーム。2021年11月1日にAndroid版とiOS版が、2022年3月10日にNintendo Switch版が発売された。
ムーンライトバスケット ～交易馬車はどこまでも！～
2011年4月28日公開。主人公・ティコが海洋王国イシュワルドで交易を行い国一番の商人を目指すシミュレーションゲーム。ベクター主催のPCソフトバトル『V-1』においてゲーム部門賞を受賞した。2020年6月19日にsteam版公開。
オーシャンランチアンティーク
2012年3月23日公開、7月30日にパッケージ版発売。主人公・フィルが飲食店のコックさんになって、食材を集めて料理を提供するシミュレーションゲーム。同年8月の第18回ベクタープロレジ大賞ではゲーム・アミューズメント部門賞を受賞した。
エリクシア
2013年3月29日公開、7月20日にパッケージ版発売。主人公・ユメルシアが医師免許を得るために、薬品を調合時販売するシミュレーションゲーム。
ラクノープリンセス
2014年4月19日公開。主人公・ラクモが牧場を経営するシミュレーションゲーム。同年8月の第22回ベクタープロレジ大賞では特別賞を受賞した。2019年11月30日にsteam版公開。
ダンジョン少女
2015年4月29日公開、8月18日にパッケージ版発売。主人公・モニカが未開のダンジョン「水色の地下」を探索するパズルチックロールプレイングゲーム。同年8月の第24回ベクタープロレジ大賞ではゲーム・アミューズメント部門賞を受賞した。2018年7月30日にsteam版公開。
ウィッチリングマイスター
2016年4月30日公開、8月28日にパッケージ版発売。主人公・マリエッタが指輪を制作して魔法宝石店を営むクラフト経営シミュレーションゲーム。2019年4月19日にsteam版公開。
王国のソウルスミス
2017年4月29日公開、9月29日にパッケージ版発売。主人公・ニーネが鍛冶屋を経営し、最終目標である武器「ソウルスミス」の精錬を目指す鍛冶屋経営シミュレーションゲーム。2018年5月4日にsteam版公開。
ノノの魔法雑貨店
2018年5月4日公開、8月25日にパッケージ版発売、9月29日にsteam版公開。主人公・ノノが魔法雑貨店を経営し、お店を切り盛りする経営シミュレーション。
シオとあやかしの森
2019年4月30日公開、9月12日にsteam版公開。主人公・シオが難攻不落のダンジョン攻略を目指すサバイバルシミュレーションゲーム。
海洋ホテル☆海猫亭
2020年5月1日公開、9月30日にsteam版公開、12月25日にパッケージ版発売。主人公・イヴが赤字となったホテルを切り盛りするホテル経営シミュレーションゲーム。
ルッフェルテラの修繕士
2021年5月1日公開、10月5日にsteam版公開。主人公・メリピサが水色の塔を修繕する修繕クラフトシミュレーションゲーム。
ピコエーテル
2022年5月1日公開、8月26日にsteam版公開。主人公・ユメルシアが新型ウイルスから都市を救う薬剤調合シミュレーションゲーム。
ウィッチクラムソーサリーズ
2023年5月1日公開。主人公・マリエッタが魔法塾の講師として生徒を指導する魔術師育成シミュレーションゲーム。

### その他携帯電話向けアプリ
イシュワルドキャラクター紹介ノベル
『晴れたり曇ったりN PR版』と同様にキャラクターを紹介するアプリで、それに加えてユーザ応募のノベルを掲載している。
イヴのイラストパズル
2007年2月配信。書き下ろしイラストを使用した15パズル。
女神様が振り向いたっ!
2007年6月配信。ルヴェルとシバを使用して、ティコからお金を奪うゲーム。だるまさんがころんだの要領で、ティコが「女神様が振り向いた」と言っている間に携帯電話を振る。
剣術大会
2008年4月30日配信。『晴れたり曇ったりi』の戦闘システムを使用した対戦ゲーム。通信せずにスタンドアローンでプレイする「フィルモード」と、通信対戦する「ドッペルゲンガーモード」の2つのモードが存在する。

## キャラクター

### 主人公となった人物
フィル・セーノ（Fill=Sano、声：結月そら(晴れたり曇ったりN、水色散歩道)→蔦なつ(オーシャンランチアンティーク)）
『晴れたり曇ったりシリーズ』第3弾『晴れたり曇ったりN』、第11弾『オーシャンランチアンティーク』の主人公。
アリシア暦1539年8月15日生まれ、男性。ヴァレリア公国ウルボ出身。自分の夢を探すべく、15歳の時に移民船でイシュワルドにやってきた、ごく平凡な少年。可愛らしい容姿だが、本人はこれに劣等感を抱いている。シオとシバは移民船で同室となった仲で、それがきっかけとなってシオに恋心を抱くが、腕っ節が弱く頼りないために、当のシオにまで心配されている。反面、家事は得意だが洗濯は嫌い。温厚だがヘタレな性格。街の警備兵長・ヘルシンキに憧れを抱いており、『リミットレスビット』では第6特殊警備隊への入隊を志願している。趣味は釣りで、ルヴェルとは釣り仲間である。『オーシャンランチアンティーク』では、相次ぐ不況と実力不足で仕事に困っていた所、イヴの誘いで『海猫亭』のコックとして働くことになる。
本シリーズ全体としての主人公に位置づけられており、「晴れ雲人気キャラクター投票」では第3回で2位、他の回でも第6回を除き上位にランクインしている。なお、製作者の一番のお気に入りのキャラクターだと明言されている。
シオ・ミサキ（Shio=Misaki、声：桜居ひかる(晴れたり曇ったりN【PR版】)→夏雪イバラ(水色の塔、水色散歩道) / 陽向葵ゅか）
『晴れたり曇ったりシリーズ』第1弾『水色の塔』、第4弾『水色散歩道』、第18弾『シオとあやかしの森』の主人公。
アリシア暦1537年7月7日生まれ、女性。オークトラビス共和国ルカ出身。幼少期から剣の腕を磨いており、戦闘力は高い。14歳の時に失踪した父親を探す旅の途中、イシュワルドへの移民船でフィルとシバに出会う。明朗快活でしっかり者だが、勝気。反面、暗闇が苦手で、野宿も極力しない。煙草も嫌い。フィルの恋心に対して自身も意識し始めているが、恋愛より友情を優先する気質故に、友人以上恋人未満の関係からなかなか進展しない。食欲旺盛で、自ら料理することもあるが味覚音痴なのか腕は壊滅的にもかかわらず、本人は平気で平らげる。野良猫のシータを飼っている。ある依頼を完遂したことを機に、街のアイドル的存在となり、『即売会はおれでまわってる』では、シバが勝手に自身の写真集を販売しているが、本人は迷惑がっている。
本シリーズ全体としてのヒロインに位置づけられており、「晴れ雲人気キャラクター投票」では第1回・第2回で2位、第3回から第6回まで1位を獲得し続けている。
ティコ・オールリン（Tico=Alllinn、声：都城輝）
『晴れたり曇ったりシリーズ』第2弾『レミュオールの錬金術師』、第10弾『ムーンライトバスケット　～交易馬車はどこまでも！～ 』の主人公。
アリシア暦1528年10月17日生まれ（自称）、女性。実年齢や出身地、経歴等不明な点が多いが、その魔力や錬金術の技能の高さから「レミュオールの魔女」と恐れられる錬金術師。弟子のルヴェルに家事・雑用全般を任せ、自分は昼夜逆転した自堕落な研究生活を送っていたが、『レミュオールの錬金術師』で、自ら作った借金返済のため『ティコ魔法堂』を開くことになる。しかし、徐々に経営が不定期になり、不景気も相まって客が来なくなり、『ムーンライトバスケット』では、ルヴェルの発案で交易をすることになる。女王様気質で怠惰かつ気紛れ、ルヴェルを虐めることを趣味とする。普段はクールだが、熱中すると我を忘れるタイプ。
「晴れ雲人気キャラクター投票」では、第1回・第2回で1位を獲得している。
イーヴルージュ・フラフ（Evrouge=Fraf、声：留桜良姫）
『晴れたり曇ったりシリーズ』第5弾『海洋レストラン☆海猫亭』、第19弾『海洋ホテル☆海猫亭』の主人公。
アリシア暦1539年12月24日生まれ、女性。 通称「イヴ」。イシュワルド王国イシュワルド出身。可愛らしい容姿とは裏腹に、13歳でアカデミーへ最年少で入学し、2年で卒業した天才児。学業以外にも瞬間記憶や芸術など多才だが、作中でそれを発揮する場面は少ない。卒業後は国の要職への誘いもあったがそれらに魅力を感じず断り、実家の宿屋『海猫亭』を手伝っている。ティコの自由奔放な生活に憧れ、一方的に師と仰いでいるが、魔術や錬金術の知識は無い。年齢は離れているが、ルヴェルとはアカデミーの級友であり、その後も友人関係にある。恵まれた容姿と才能故に自信過剰で強引かつ我侭。恋愛至上主義で素敵な恋人を作ることが夢だが、「保険」と称して股掛けも厭わない。フィルに一方的な想いを寄せていたが、後の作品中にてアイトに告白され結婚する。
ヘルシンキ・リュデリッツ（Helsinki=Luderitz、声：ムラカミハヂメ）
『晴れたり曇ったりシリーズ』第6弾『リミットレスビット〜王国の勇士たち〜』の主人公。
アリシア暦1533年1月22日生まれ、男性。イシュワルド王国イシュワルド出身。裕福な家庭に育つが、それに甘んじず、18歳で警備隊に入隊し第1警備隊隊長まで上り詰めた優秀な戦士。『リミットレスビット』では、新設された第6特殊警備隊隊長に任命されている。生真面目な性格で腕も立つために町中から信頼されており、フィルからも尊敬されている。ソフィアとは幼馴染で密かに想いを寄せているが、顔を合わせると普通に会話が出来なくなるため、周囲から冷やかされている。趣味はオークトラビス産の和服や扇子の収集で、その影響から侍のような口調で話す。後に、ソフィアと結婚した。
ミンティー・エアー（Minty=Air、声：大山チロル）
『晴れたり曇ったりシリーズ』第7弾『ハーヴェストグリーン』の主人公。
アリシア歴1540年3月20日生まれ、女性。通称「ミンティ」。ヴァレリア公国ウルボ出身。農業を学び村に広めようと、イシュワルド王国のレトレト牧場へやって来た。フィルとは幼馴染で、同じ牧場に畑を持つヤヨイとは仲が良い。基本的に明るく誰にでも友好的に接する親しみ易いタイプだが、お調子者。趣味は、漫画の読み描きで、即売会にも参加しているが、自身が描く漫画の内容が面白くないため、見せられる周囲には迷惑がられている。
ソフィア・ローランド（Sofia=Roland、声：貴坂理緒）
『晴れたり曇ったりシリーズ』第8弾『王国商店街』の主人公。
アリシア暦1536年6月18日生まれ、女性。イシュワルド王国イシュワルド出身。幼少時に孤児として教会に引き取られシスターとなった。誰にでも優しく接するため、街の人々から慕われている。幼馴染のヘルシンキから想いを寄せられているようだが、気付いているかは不明。簡単な回復系の魔法が使え、稀に天声を聴ける。花の世話が好き。
『王国商店街』では、世界的な大不況で貧困に苦しむ民を救うべく、王国商店街を運営する。
「晴れ雲人気キャラクター投票」では、第4回で2位を獲得している。
シバ・アーガイマ（Shiva=Argaima）
『晴れたり曇ったりシリーズ』第9弾『即売会はおれでまわってる』の主人公。
アリシア暦1531年11月9日生まれ、男性。バルクウェイ国カシムド出身。商人の子供として「世界一の商人」を夢見て育つ。16歳でカシムドを出て商売を学ぶと才能を発揮、イシュワルドに「シバの便利屋」という店を構える。気さくな接客と多種多様な商品の取り扱いから評判は良いが、利益のためなら手段を選ばず法に触れかねないこともしているため、警備隊にマークされている。ティコとは商売敵だが、彼女が要求するマニアックな商品を提供するお得意先でもある。「金が恋人」と自称するなどかなりの守銭奴だが、ギャンブル好きなため、稼ぎが注ぎ込まれてしまっている可能性も。シオやフィルとは移民船で出会った頃からの仲だが、隙あらば利用し、商品を売りつけようとすることに変わりはないため、シオとは不仲。一方フィルとは仲が良く、仕事の依頼や試作品の提供等を行っている。体格は良いが、戦闘は専門外。
ユメルシア・ラズヴェリ（Yumelsia=Lazveli、声：笑兵衛）
『晴れたり曇ったりシリーズ』第12弾『エリクシア』、第21弾『ピコエーテル』の主人公。
アリシア歴1541年12月31日生まれ、女性。イシュワルド王国イシュワルド出身。愛称：ユメ。医師にして薬剤師・ダリスの末裔。医師になるために勉強しており、将来はパルシェのお抱え医師になることが決まっている。どんな病気も必ず薬で治せると信じている。真面目で努力家だが、薬品作りに没頭すると普段のストレスが爆発して怒りっぽくなる。普段は家にこもっているため、友人はほとんどいない。
「晴れ雲人気キャラクター投票」では、第5回で2位を獲得している。
ラクモ・レトレイトン（Rakumo=Letolayton、声：犬飼あお）
『晴れたり曇ったりシリーズ』第13弾『ラクノープリンセス』の主人公。
アリシア歴1541年4月2日生まれ、女性。イシュワルド王国イシュワルド出身。ミシディア地区にあるレトレト牧場の跡取り娘。自信家だが、根は臆病で人と話すことも苦手としており、いつも持っている手作りの人形を介して会話を図る。牛乳とブルーベリーパイが好物。
モニカ・テオドール（Monica=Theodor、声：綾奈まりあ）
『晴れたり曇ったりシリーズ』第14弾『ダンジョン少女』の主人公。
アリシア暦1540年3月31日生まれ、女性。イシュワルド王国イシュワルド出身。イシュワルド王国に仕える宮廷探検団の一員。実家はミシディア地区にある。両親共に探検家で、自身も同じくダンジョンの攻略に精を出している。性格はおっとりしてて、いまいち空気が読めないが、仕事には真面目。趣味はライフハック。ドライフルーツが好物。
マリエッタ・アンソワーズ（声：結崎有理）
『晴れたり曇ったりシリーズ』第15弾『ウィッチリングマイスター』、第22弾『ウィッチクラム・ソーサリーズ』の主人公。
アリシア暦1539年6月6日生まれ、女性。イシュワルド王国イシュワルド出身。通称：マリエ。魔法宝石店の娘で、魔法使い。真面目で気さくな性格。簡単な魔法が使え、最近ではシオの冒険も手伝っている。イヴとは幼馴染だが、自信過剰で騒がしい彼女にツッコミを入れている。フィルやアイトとも仲が良い。アカデミー時代は成績優秀で生徒会長を務めていた。
リングデザイナーを志望しているが、『ウィッチクラム・ソーサリーズ』では、不況の煽りを受けて、実家の魔法宝石店が閉店。何気なく取得していた魔法講師のライセンスを活かして、魔法講師となることに。
ニーネ・アンデリオール（Nine=andelioar、声：陽向葵ゅか）
『晴れたり曇ったりシリーズ』第16弾『王国のソウルスミス』の主人公。
アリシア暦1543年5月5日生まれ、女性。イシュワルド王国イシュワルド出身。名工として有名な家系の生まれで、父と共に鍛冶屋を営んでいる。鍛冶以外に興味を持たず、工房に籠りきりであることから交友関係は狭い。
「晴れ雲人気キャラクター投票」では、第6回で2位を獲得している。
ノノ・テオドール（Nono=Theodor、声：犬飼あお）
『晴れたり曇ったりシリーズ』第17弾『ノノの魔法雑貨店』の主人公
アリシア暦1541年3月31日生まれ、女性。モニカの妹。一家全員が探検家だが、自身は病弱なため探検稼業をしておらず、主に家事やモニカの仕事の雑務方面で家族を支えている。趣味は音楽鑑賞とお絵かき。小鳥が好きでこんにゃくが嫌い。
メリピサ・ルーフレッド（声：浅見ゆい）
『晴れたり曇ったりシリーズ』第20弾『ルッフェルテラの修繕士』の主人公。
2月5日生まれ、女性。
水色の塔を管理する一族・ルッフェルテラの魔法少女。
生真面目な性格。マリエとは、アカデミー時代からの親友。魔法の技能が高く、趣味の占いも出来る。好物はピザで、都会の空気感が嫌い。

### その他の人物
アイト・レイクール（Ite=Raycool、声：シュス）
アリシア暦1538年4月1日生まれ、男性。イシュワルド王国イシュワルド出身。騎士団所属の父の影響から騎士団を目指す見習い騎士。得意武器は槍。イヴの幼馴染で元恋人。フィルとは大親友で、シオとも仲が良く、手合わせをすることもある。美形で誰にでも優しいため、女性から人気があるが過激なファンも多いため、本人は迷惑がっている。後にイヴとよりを戻し結婚する。
ウェゼリー・エアデール
アリシア暦1530年12月3日生まれ、女性。ウィロー皇国ウィロー出身（在イシュワルド人）。警備隊第4番部隊の隊長で後に第3番部隊の隊長に繰り上げられている。現在警備隊長の中で唯一の女性。警備隊に自身と深い関わりを持つ人物がおらず謎が多いが、リンテレットとは姉妹のように仲が良い。ディリークとは同期。冷淡かつ知的で、仕事も的確にこなす。
エリーゼ・レイクール（Elise=Raycool）
アリシア暦1533年4月1日生まれ、女性。イシュワルド王国イシュワルド出身。アイトの姉。花屋『フローラ』で働いている。美人で優しい性格から、男性にモテるが、弟を溺愛するブラコンであり、話題は専ら弟のことが中心である。リンテレット、サラサとはアカデミー時代の同級生で、現在でも非常に仲が良い。趣味は演劇鑑賞。好物は花茶で、生ハムが苦手。
クリック・アルスター
アリシア暦1540年10月9日生まれ、男性。イシュワルド王国トロイの里出身。趣味である古代魔法の資金集めのためにイシュワルドにやってきた。ルヴェルの実弟。『クリック魔導工房』をいう店を構えるも、店主が子供であるために客が寄り付かないが、ティコすらも認める程の素質を持った錬金術師である。反面、運動が苦手で病弱。子供らしく、饒舌で小生意気かつおませな性格。関西弁のような語尾で話す。
クレエステル・ダリオ
アリシア暦1526年8月6日生まれ、男性。イシュワルド王国イシュワルド出身。警備隊第5番部隊の隊長。年功序列で隊長になったようなものであり、第5部隊は経理などの事務的な仕事を主とするため、隊長ではありながら、剣の腕に秀でておらず、とても頼りない。しかし、人柄の良さから、市民や部下からの信望は厚い。
サラサ・シーフルレイス（Sarasa=Sheflras）
アリシア暦1533年5月31日生まれ、女性。イシュワルド王国イシュワルド出身。真面目で優秀なギルド受付嬢。美人で彼女の姿を拝もうとギルドにやって来る男性もいる。クールな印象とは裏腹に、実はロマンチストで占いが好き。タイプライター検定を持っている。リンテレットやエリーゼとは親友。
シャン・マルルーガ（Xian=malrooga）
アリシア暦1539年10月10日生まれ、男性。イシュワルド王国イシュワルド出身。ラクモの遠戚に当たるが、孤児となってラクモの両親に育てられていた。ラクモとは兄妹同然である。臆病者が嫌いで、ラクモのことも嫌っていたが、恩人の両親から、彼女の手助けを頼まれて仕方なく協力することになる。将来の夢は傭兵。好物はチキン。
ダッツ・ホットフレイ
アリシア暦1537年7月20日生まれ、男性。イシュワルド王国イシュワルド出身。警備隊第3番部隊に所属する隊員。かつては盗賊という警備隊員としては異色の前歴を持つが、現在は改心。後に第4番部隊の隊長に任命されている。ディリークを「兄貴」と慕い、彼と行動を共にする。ディリーク同様の問題児だが、仕事は一応真面目らしい。悲観的で劣等感が強く、一度落ち込むとなかなか立ち直れない。コンパの企画を考えることが好き。
チェリシェ・ミスリセージ
アリシア暦1541年2月14日生まれ、女性。イシュワルド王国イシュワルド出身。幼少時から聡明で、才女・イヴのことを知ってからは、彼女の尊敬し憧れを抱き、14歳でアカデミーに入学した。古代魔法に精通しており、特に感情を操作する薬を得意分野とする。あまり男性と接触したことがなかった為か男性恐怖症で、普段は気弱だが、男性には反抗的。家が貧しい。
『ピコエーテル』では、アカデミーを首席で卒業したことが明かされ、道中でユメに惚れ込み、彼女の診療所で働くことになる。
ディリーク・ラヴァアゲン
アリシア暦1532年1月1日生まれ、男性。イシュワルド王国イシュワルド出身。警備隊第3番部隊の隊長。後に第2番部隊の隊長に繰り上げられている。腕はそれなりだが積極的に戦うことをせず、女性にモテるという不純な動機で王国騎士を目指している。不真面目かつ軟派な性格で、部隊の問題児。強運の持ち主だが、異性運は無い。
ナロ・フラシオン
アリシア暦1537年2月18日生まれ、男性。イシュワルド王国イシュワルド出身。警備隊第2番部隊の隊長。後に空位となった第1番部隊の隊長に繰り上げられた。気難しく冷徹でプライドが高く、同期のダッツや騎士団にいる異母兄とは不仲。反面、同じ警備隊員の妹・ユリユを溺愛する、所謂シスコン。若いが腕は確かで、同じく腕の立つヘルシンキを敵対視している。
パルシェリーゼ・ローウェンホルツ（Palcheresse=Loewenholtz）
アリシア歴1538年5月3日生まれ、女性。イシュワルド王国イシュワルド出身。愛称：パルシェ。貴族でお金持ちの令嬢。ユメ一家とは古くからの縁で、ユメの両親はローウェンホルツ家のお抱え医師であり、主従関係にある。ユメは将来自身のお抱え医師となる身だが、本人は友達でいるように言っている。魔法剣を使えるため、医師を目指しているユメの手助けをしてくれる。イヴを一方的に敵視している様子。特技はチェス。
フロイド・オズラム
アリシア暦1517年11月23日生まれ、男性。ヴァレリア公国ルルマ出身。世界を冒険する剣豪でシオの実父。地元のアカデミー卒業後、世界を冒険したい想いから、冒険者になるが、偶然最初に立ち寄った街で出会った女性に一目惚れして子供（＝シオ）を作りそのまま結婚、しばらく冒険を止めていたが、シオが成長してからは再び旅立った。渋い外見の割に軽い性格で、よく街の女性にナンパしている。イシュワルドのアカデミーで講師をしていた経歴があり、ルヴェルは当時の教え子である。
ベールギュント・バルザ
アリシア暦1522年11月16日生まれ、男性。イシュワルド王国イシュワルド出身。元々は都の騎士であったが王都襲撃の際に隻腕となり、現在では警備隊の大隊長となっている。無表情で冗談が通じず、鬼教官として恐れられており、警備隊の秩序が保たれているのも彼の指導によるものである。作中では珍しい所帯持ち。
ヤヨイ・ヒナ（Yayoi=Hina）
アリシア暦1540年3月3日生まれ、女性。オークトラビス共和国ゼッタ出身。同居していた祖母が14歳の時に他界したことを機に、イシュワルドに移住した。レトレト牧場に畑を借りて生計を立てており、服装なども飾ることはなく質素に暮らしている。口癖は、「…ッス」。温厚で優しい性格だが、ルヴェルにはしつこく追い回されて以来、徹底的に嫌悪・無視している。後に、彼の実弟・クリックと交際を始める。フィルやミンティとも仲が良い。
リンテレット・パステル（声：計名さや香）
アリシア暦1533年4月28日生まれ、女性。イシュワルド王国イシュワルド出身。警備隊第5部隊の補佐役を務めている。『リミットレスビット〜王国の勇士たち〜』では、新設された第6特殊警備隊へ転属となっている。真面目で明るく正義感が強いが、極度の潔癖症。栄養士の資格を持ち、料理上手。エリーゼとサラサとは友人関係。最近、結婚願望がある。
ルヴェル・アルスター（Level=Alstar、声：玄野ねこ助）
アリシア暦1532年9月11日生まれ、男性。イシュワルド王国トロイの里出身だが、14歳で里を追い出され、アルハン山地で暮らしていた時にティコと出会い、拉致され強制的に弟子とさせられる（実質は奴隷）。その際に居場所が分かる魔法をかけられたため、逃走してもすぐに捕まってしまう。年寄り臭い口調が特徴。錬金術の才能は全く無いが、その他のことに関しては意外とそつなくこなし、武術にも長けている。ただし、ティコには全く敵わない。基本的に善良で正義感もあるが、日常的にティコから理不尽に虐げられこき使われているにもかかわらず、街の人々からは変人扱いされ、想いを寄せるヤヨイにも上述の理由で嫌われている薄幸な苦労人。ティコに娯楽を一切禁じられており、隠れて酒を飲むのが唯一の楽しみ。
「晴れ雲人気キャラクター投票」では、第5回で4位、それ以外の5回全てで3位を獲得している。第6回は男性キャラで唯一のベスト10入りであった。
ナユタ・インフィニス
5月5日生まれ、男性。名工として有名な家系の生まれで、ニーネの従兄弟。両親は他界している。しかし鍛冶師ではなく魔物ハンターを志望しており、剣の腕もいい。